# Scamblesby
Scamblesby – wieś w Anglii, w hrabstwie Lincolnshire, w dystrykcie East Lindsey. Leży 31 km na wschód od Lincoln i 198 km na północ od Londynu.